# Яванський жолоб
10°19′ пд. ш. 109°58′ сх. д. / 10.317° пд. ш. 109.967° сх. д.

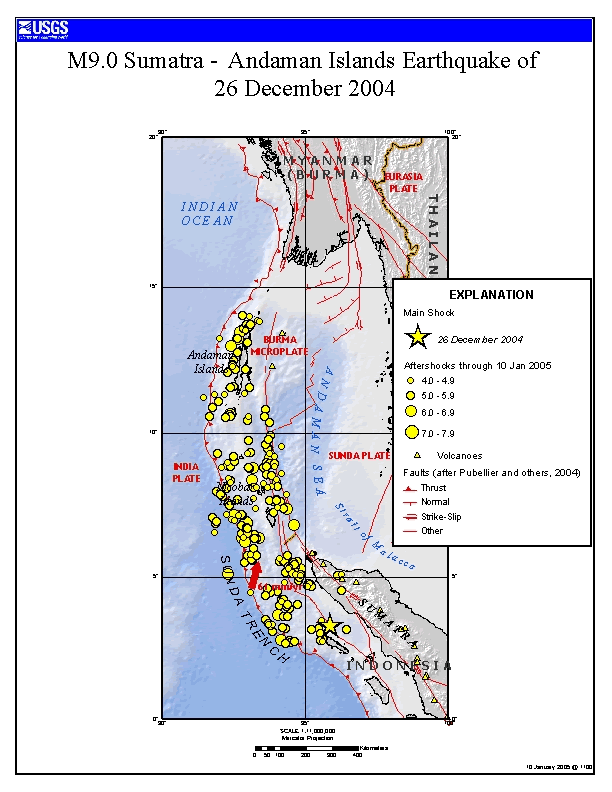
Мапа показує епіцентри землетрусів Яванського жолобу

Ява́нський жолоб або Зондський (Сундський) — глибоководний жолоб у східній частині Індійського океану. Простягається від підніжжя материкового схилу М'янми (близько 18° північної широти) вздовж підводних схилів Андаманських, Нікобарських і Великих Зондських островів до Малих Зондських островів (острів Саву). Довжина близько 2900 км. У східній частині дно жолоба вузьке 3-5 км, максимальна глибина 7725 м (за іншими даними 7209 м або 7450 м), на південь від острова Ява, за 320 км від Джок'якарти. Раніше вважався найглибшим жолобом Індійського океану, але це фактично друга глибина після жолобу Діамантіна. По ізобаті 6000 м завширшки 28 км. У північній і центральній частинах дно шириною до 35 км вирівняне шаром осаду, потужністю (на півночі) до 3 км. Осад — теригенні мули з великою домішкою вулканічного матеріалу.
Жолоб є розлом між Бірманською і Сундською тектонічними плитами на сході, і Індостанською плитою на заході.
Розлом уздовж межі плит, або зони субдукції, призвів до землетрусу в Індійському океані і цунамі 26 грудня 2004 року.